# Kassenpatient
Kassenpatient oder Kassler sind umgangssprachliche Bezeichnungen für ein Mitglied einer der Gesetzlichen Krankenversicherungen (GKV). 
In Deutschland sind ca. 87 % der Bevölkerung Kassenpatienten. Man grenzt dort „Kassenpatienten“ von den Privatpatienten ab, die ihre Arzt-, Krankenhaus- und sonstigen Rechnungen über medizinische Leistung selbst (privat) bezahlen. In der Regel sind Privatpatienten bei einer Privaten Krankenversicherung (PKV) versichert, die ihnen – je nach Tarif – die Kosten ganz oder teilweise erstattet oder sie haben zusätzlich Anspruch auf Beihilfe. Seit dem 1. Januar 2004 haben Kassenpatienten die Möglichkeit Kostenerstattung bei ihrer Gesetzlichen Krankenversicherung (GKV) zu wählen.

## Vor- und Nachteile
Bei gesetzlich Versicherten, die nicht die Kostenerstattung gewählt haben, werden häufig zu lange Wartezeiten auf einen Behandlungstermin kritisiert:
- Eine repräsentative Umfrage des WIdO (Wissenschaftliches Institut der Ortskrankenkassen) unter Versicherten hat Ende 2006 gezeigt: 25 Prozent der gesetzlich Versicherten mussten beim letzten Arztbesuch trotz akuter Beschwerden mindestens zwei Wochen auf einen Behandlungstermin warten, bei privat Versicherten waren dies nur 8 Prozent.[2]
- Eine experimentelle Studie von Wissenschaftlern der Universitäten Köln und Hall (Österreich) zeigte 2007 ähnliche Befunde. Telefonanrufe bei Fachärzten, in denen um einen Termin für eine bestimmte Behandlung oder eine diagnostische Leistung gebeten wurde, ergaben für Versicherte in der GKV etwa dreimal so lange Wartezeiten wie für Privatpatienten.[3]

## Zeitmanagement
Wenn auf Grund der Patientenverteilung in der Bevölkerung eine Praxis 35 Behandlungsstunden für Kassenpatienten vorhält und 5 Behandlungsstunden für Privatpatienten, kann es sein, dass das Zeitkontingent für Kassenpatienten auf einen längeren Zeitraum ausgebucht ist, als das Zeitkontingent für Privatpatienten. Es kann deshalb sein, dass deshalb Privatpatienten beim nicht ausgeschöpften Zeitkontingent kürzer auf einen Termin warten müssen. Notfälle, Schmerzfälle und dringende Behandlungen sind davon – unabhängig vom Versichertenstatus – ausgenommen. Verstöße werden berufsrechtlich geahndet.